# Fragglerne
Fragglerne (originaltitel Fraggle Rock) er en børnedukkeserie produceret i 1983-87 og skabt af Jim Henson. Serien blev vist med dansk tale i DR's børnetime. Der er indspillet i alt 96 episoder, men kun 24 er blevet oversat til dansk og vist på dansk tv. Serien er desuden udkommet på VHS og DVD.
Seriens primære hovedpersoner er fragglerne Gobo, Vembi, Vips, Muggi og Bober, som lever i en række underjordiske huler.
Derudover medvirker en række andre figurer, blandt andet:
- Doozerne: Små væsener som lever i fragglernes huler, og konstant arbejder med at bygge tårne, som fragglerne spiser. Materialet til tårnene er lavet af radiser fra Gorgernes have.
- Gorgerne: En familie af store, klodsede kæmper der lever i en have forbundet med fragglernes huler, og som er generelt fjendtligt indstillet overfor de små fraggler, der stjæler deres grøntsager.
- Madam Skrald: En alvidende skraldebunke, ved navn Mathilda, som befinder sig i gorgernes have, og hos hvem fragglerne søger svar på en række af livets store spørgsmål.
- Ril og Ral: Madam Skralds trofaste rotter.
- Mennesket Doc og hans hund Sprocket, hvis værksted ligger i forlængelse af en af fragglernes udgange. Sprocket prøver tit at gøre sin herre opmærksom på fragglernes eksistens, men det lykkedes aldrig rigtigt for ham.
- Onkel Rejsende Mack: Gobos onkel, som har bevæget sig ud i menneskenes forunderlige verden og jævnligt sender sin nevø postkort, set fra fraggel-højde.

## Danske stemmer
- Steen Springborg: Gobo og Junior Gorg
- Henrik Koefoed: Vembi
- Troels II Munk: Bober
- Sonja Oppenhagen: Vips og Mor Gorg
- Michelle Bjørn-Andersen: Muggi
- Esper Hagen: Onkel Rejsende Mack og Ral
- Holger Perfort: Professor Doc og Far Gorg
- Pia Rosenbaum: Madam Skrald
- Flemming Enevold: Ril